# Федько Володимир Петрович
Володи́мир Петро́вич Федько́ (11 вересня 1940, Артемівка — 5 листопада 2006, Київ) — український художник, член Національної спілки художників України, член-кореспондент Академії мистецтв України (2001), заслужений діяч мистецтв України (1994), лауреат Державної премії України в галузі архітектури (1991).

## Біографія
Народився в с. Артемівка Амвросіївського району Донецької області. У 1965 році закінчив Львівський державний інститут прикладного та декоративного мистецтва за спеціальністю «Художнє оформлення тканин», педагог за фахом Р. Ю. Сельський.

Могила Володимира Федька, Байкове кладовище

З 1966 року працював помічником майстра на Дарницькому шовковому комбінаті. У 1970—1978 та 1983—1992 роках — художник на Київському комбінаті монументально-декоративного мистецтва, в 1978—1983 роках — головний художник Республіканського виробничо-експериментального об'єднання. В 1992—1995 роках — голова Київської організацій Спілки художників України.
З 2000 року викладав на кафедрі художніх основ декоративно-прикладного мистецтва Київського державного інституту декоративно-прикладного мистецтва і дизайну ім. М. Бойчука.
Помер на 67-му році життя 5 листопада 2006 року. Похований на Байковому кладовищі (ділянка № 49а, 50°24′59.74″ пн. ш. 30°30′5.91″ сх. д. / 50.4165944° пн. ш. 30.5016417° сх. д.).

## Основні твори
- «Лесь Мартович», гобелен для музею Леся Мартовича у с. Торговиця. Івано-Франківської області.
- «Брама дозвілля» (чеканка, мідь, холодні емалі, Узбекистан).
- Гобелени-триптихи «Природа», «Древо знань», «Мистецтво», «Українська народна пісня», «Корифеї українського театру».
- Галерея портретів політичних та культурних діячів Київської Русі (мозаїка, станція метро «Золоті ворота», Київ). На фризі станції метро «Золоті ворота» у проміжному вестибюлі між двома «прольотами» ескалатора, прямо над виходом до ескалатора, який веде на поверхню, знаходиться мозаїчний напис «СЛАВА УКРАЇНІ». В 1989 році це гасло офіційно вважалось неприйнятним і його вживання (а тим більше пропаганда) могло призвести до переслідувань.[3]
- Образи святих царів та образи стовпників на східних та західних арках хорів центрального нефа Михайлівського Золотоверхого собору у Києві.

## Зображення

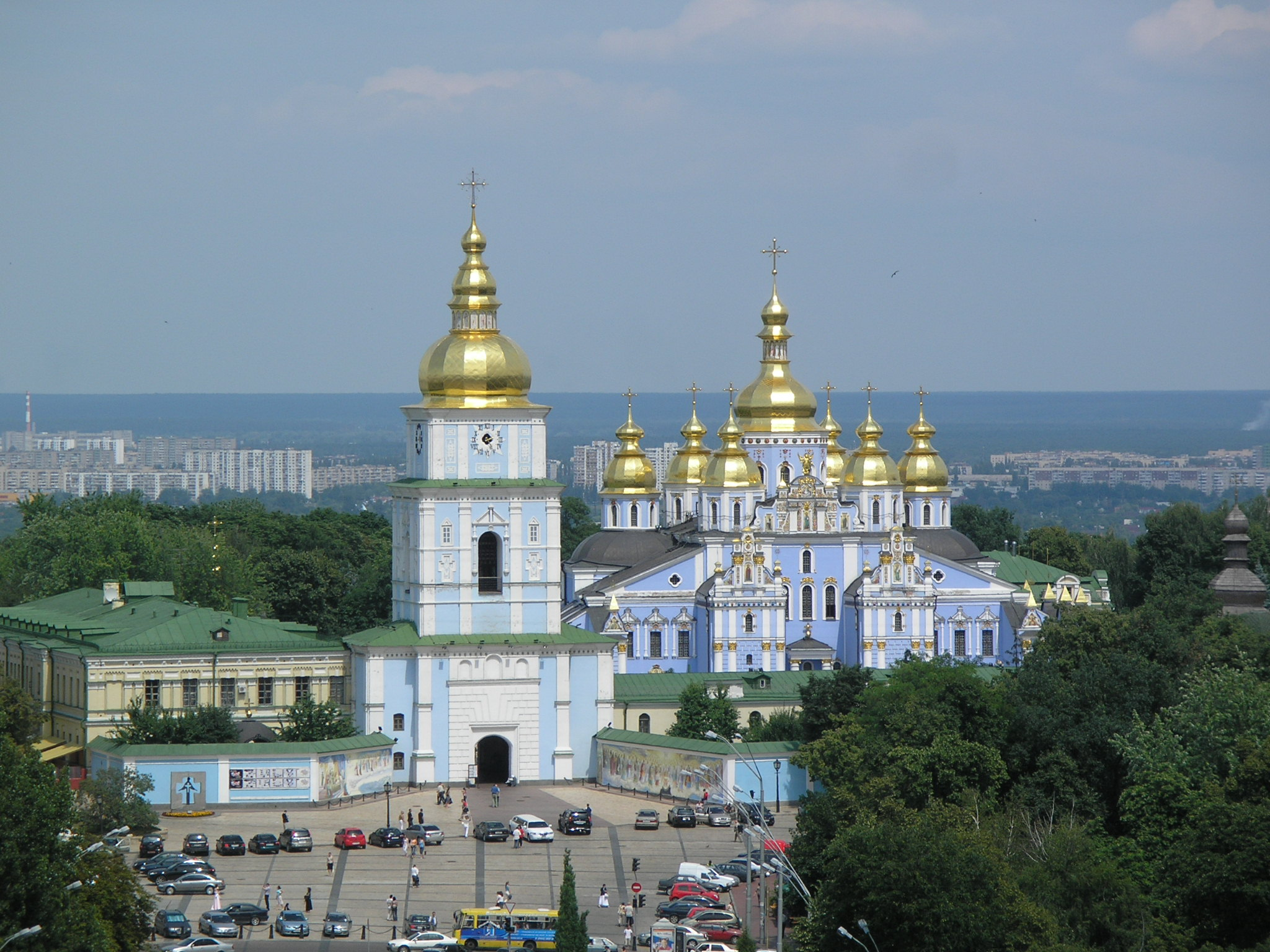
Михайлівський Золотоверхий собор у Києві
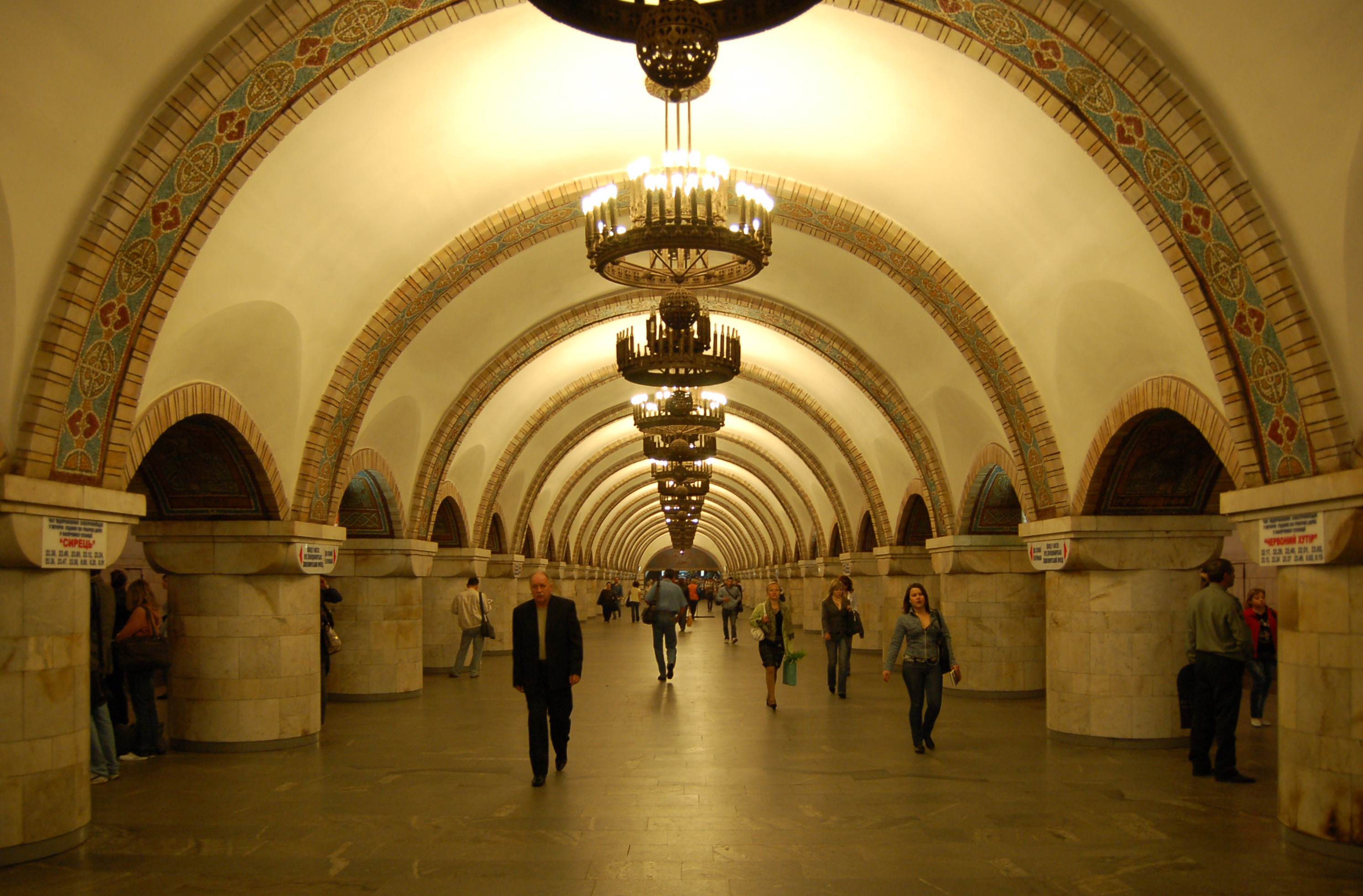
Станція метро «Золоті ворота»
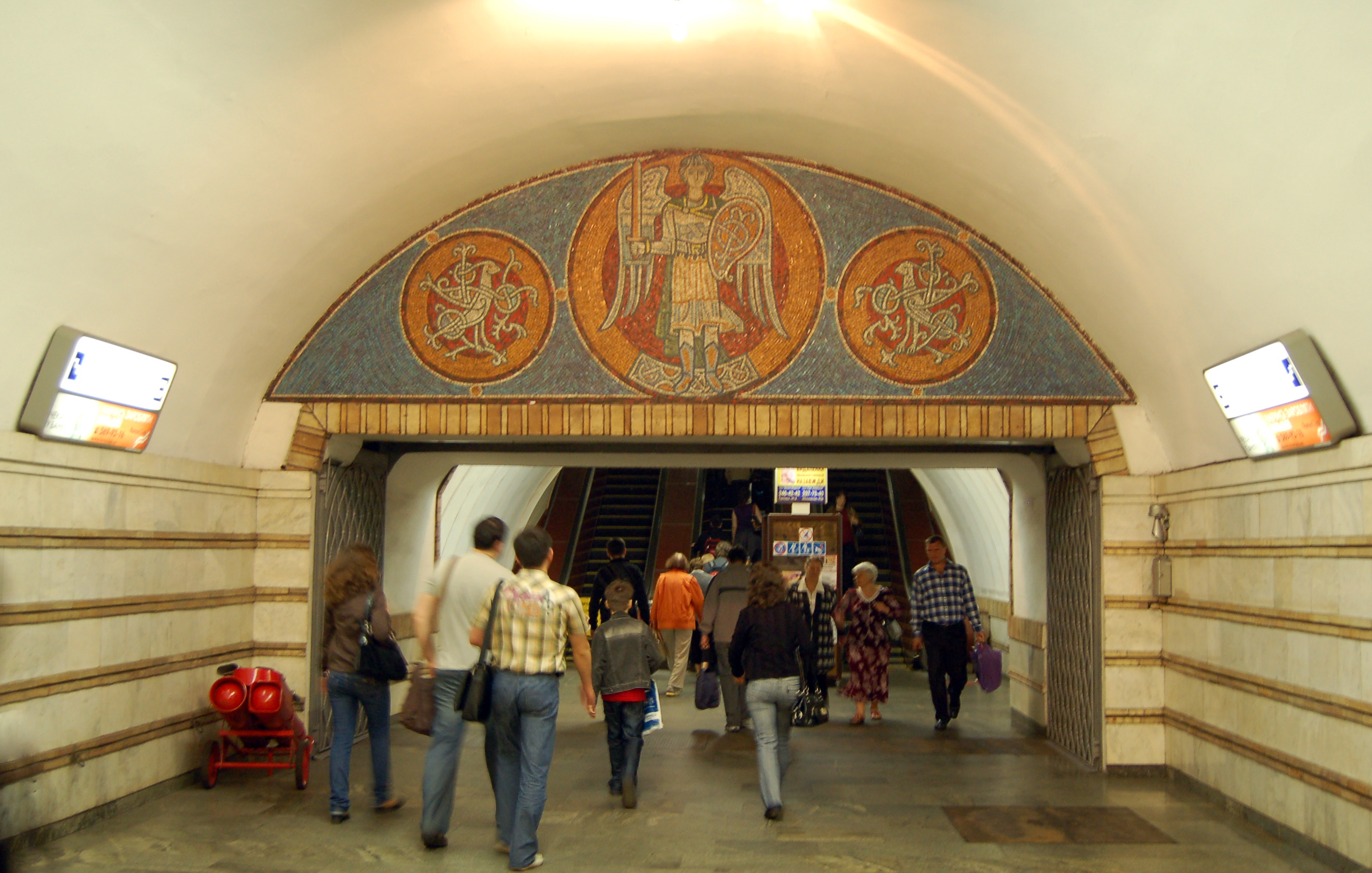
Мозаїка біля ескалаторного тунелю
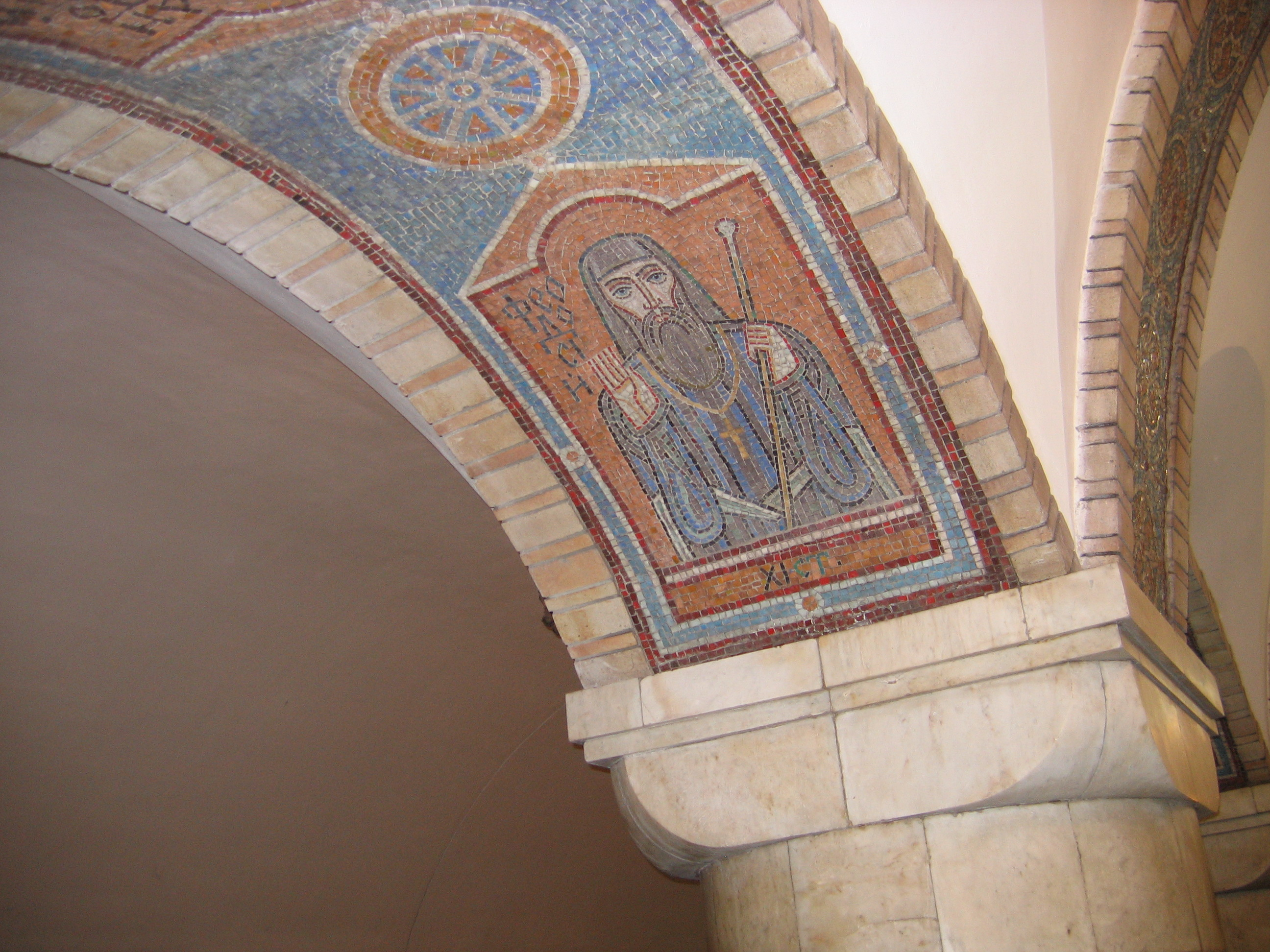
Мозаїка на склепінні проходу до платформи: Св. Феодосій, співзасновник Києво-Печерської лаври
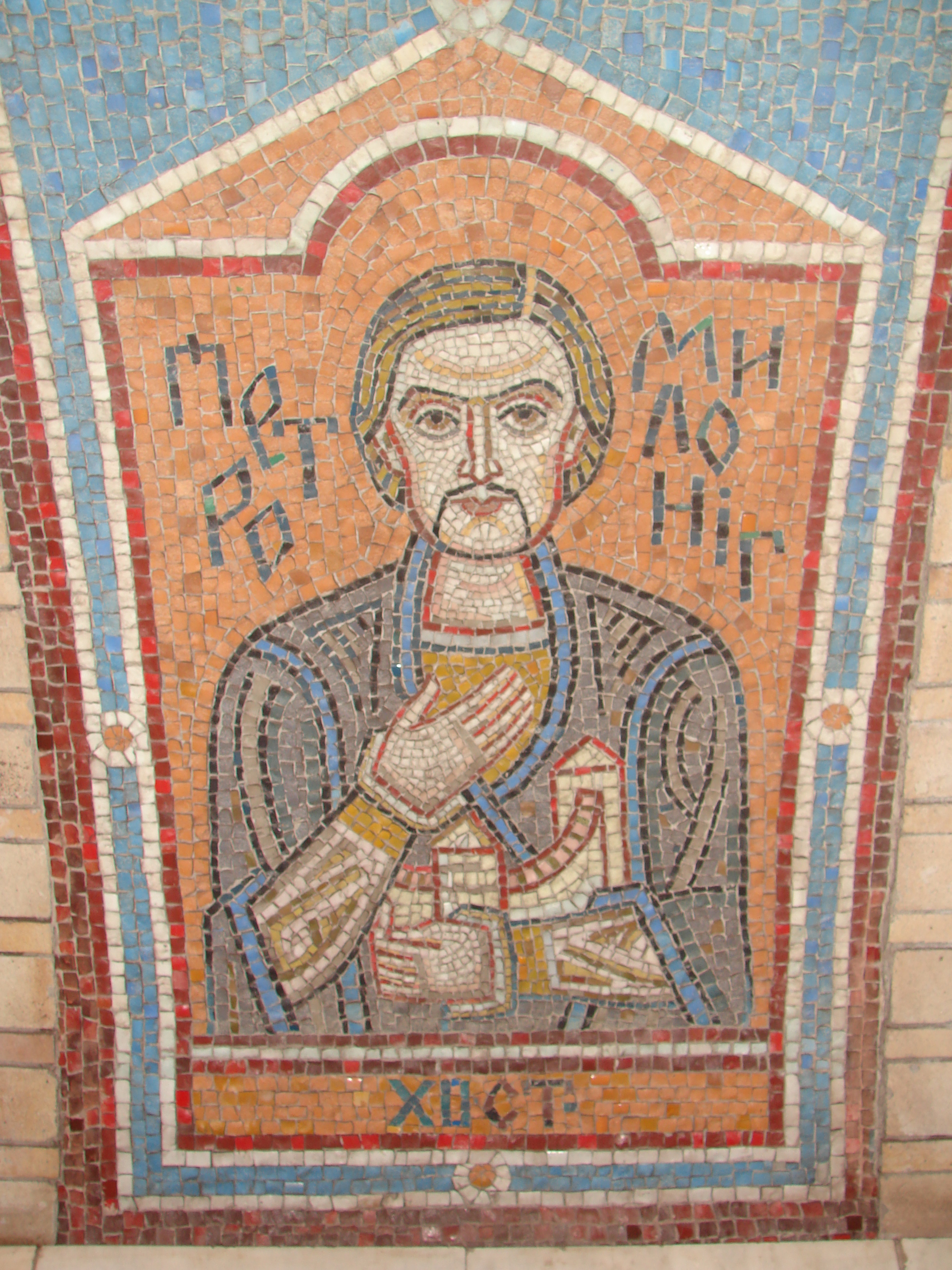
Мозаїка Петро Милоніг